# Mordet på Orientexpressen (film, 2001)
Mordet på Orientexpressen är en amerikansk TV-film från 2001 i regi av Carl Schenkel, baserad på romanen Mordet på Orientexpressen från 1934 av Agatha Christie med Hercule Poirot i huvudrollen spelad av Alfred Molina. Den här versionen utspelar sig i nutid och har en mindre rollbesättning än romanen. Manuset skrevs av Stephen Harrigan och originalmusiken komponerades av Christopher Franke.

## Handling
Hercule Poirot reser med Orientexpressen. Under resan träffar Poirot en mycket nära vän Bouc, som arbetar för Compagnie Internationale des Wagons-Lits. Tåget stoppas när ett jordskred blockerar linjen den andra natten från Istanbul, och den amerikanske miljonären Samuel Edward Ratchett hittas knivhuggen till döds nästa morgon.
Eftersom inga fotspår syns runt tåget och dörrarna till de andra vagnarna var låsta, verkar det som om mördaren fortfarande måste finnas bland passagerarna i Ratchetts vagn. Poirot och Bouc arbetar tillsammans för att lösa fallet. Till sin hjälp har de Pierre Michel, den medelålders franske konduktören.
En nyckel till lösningen är Ratchetts avslöjade inblandning i Armstrong-tragedin i USA flera år tidigare, där en baby kidnappades och sedan mördades. (Det fiktiva Armstrong-fallet, inspirerat av den verkliga kidnappningen av Charles Lindberghs lilla pojke.)

## Rollista
- Alfred Molina som Hercule Poirot
- Meredith Baxter som Mrs. Caroline Hubbard
- Leslie Caron som Sra. Nina Alvarado
- Amira Casar som Helena von Strauss
- Nicolas Chagrin som Pierre Michel
- Tasha de Vasconcelos som Vera Rossakoff
- David Hunt som Bob Arbuthnot
- Adam James som William MacQueen
- Dylan Smith som Tony Foscarelli
- Peter Strauss som Mr. Samuel Ratchett
- Fritz Wepper som Wolfgang Bouc
- Kai Wiesinger som Philip von Strauss
- Natasha Wightman som Mary Debenham

## Om filmen
- Burt Reynolds, Judi Dench, Lauren Bacall, Claire Bloom, Charlotte Rampling och Sophia Loren var alla påtänkta att ha fått roller i filmen.[2][3][4][5]
- Minst ett dussin medlemmar av Keighley Playhouse i Keighley var statister i filmen och tillhandahöll sina egna kostymer.[6]

## Filmning och produktion
Inspelningen startade den 6 februari 2001 i Leeds. En kopia av en Orientexpress-buffévagn byggdes vid Horsforths nyöppnade Transformer Studios, där majoriteten av inspelningen ägde rum. Inspelning skedde också i Kingston upon Hull, Bury och Istanbul.